# 9960 Sekine
A 9960 Sekine (ideiglenes jelöléssel 1991 VE4) a Naprendszer kisbolygóövében található aszteroida. S. Otomo fedezte fel 1991. november 4-én.